# Окатово (Гусь-Хрустальный район)
Окатово — деревня в Гусь-Хрустальном районе Владимирской области России, входит в состав Краснооктябрьского сельского поселения.

## География
Деревня расположена на берегу речки Шершул в 13 км на запад от центра поселения посёлка Красный Октябрь, в 21 км на юго-восток от Гусь-Хрустального, в 8 км на юг от ж/д станции Вековка на линии Москва—Муром.

## История
До 1863 года Окатово было деревней, принадлежавшей к Заколпскому приходу. Эта деревня входила в состав Заколпской вотчины боярина Н.И. Романова и упомянута в писцовых книгах 1637-47 годов. В 1863 году в Окатове был построен и освящен деревянный храм. Престолов в храме было два: в честь Рождества Христова и Рождества Пресвятой Богородицы. В конце XIX века приход состоял из села Окатова и деревень: Степановой, Вековки и Курловской стеклянной фабрики, в которых по клировым ведомостям числилось 918 мужчин и 965 женщин. В селе Окатове с 1872 года существовала земская народная школа, учащихся в 1896 году было 68.
В XIX и первой четверти XX века село входило в состав Заколпской волости Меленковского уезда.
С 1929 года село являлось центром Окатовского сельсовета Курловского района, с 1963 года — в составе Аксеновского сельсовета Гусь-Хрустального района.

## Население
| 1859 | 1897 | 1926 |
| ---- | ---- | ---- |
| 501  | 967  | 1214 |

| 1859 | 1897 | 1905  | 1926  | 2002 | 2010 | 2021 |
| ---- | ---- | ----- | ----- | ---- | ---- | ---- |
| 501  | ↗967 | ↗1054 | ↗1214 | ↘170 | ↘127 | ↘103 |